# گوهرمرغ نواردار
گوهرمرغ نواردار (نام علمی: Cotinga maculata) یک گونه از پرندگان خانوادهٔ گوهرمرغان و بومی جنوب شرق برزیل است.
زیستگاه طبیعی آن جنگل‌های دشت نمناک گرمسیری است. از دست دادن زیستگاه آن در حالت تهدید است زیرا جمعیت باقی‌ماندهٔ آن بین ۲۵۰ تا ۹۹۹ فرد بالغ تخمین زده می‌شود.